# أيدان موريس
أيدان موريس (بالإنجليزية: Aidan Morris) هو لاعب كرة قدم أمريكي في مركز الوسط، ولد في 16 نوفمبر 2001 في فورت لودرديل في الولايات المتحدة. شارك مع United States men's national under-16 soccer team ‏ ومنتخب الولايات المتحدة تحت 18 سنة لكرة القدم ومنتخب الولايات المتحدة تحت 20 سنة لكرة القدم. أما مع النوادي، فقد لعب مع كولومبوس كرو.

## وصلات خارجية
- أيدان موريس على موقع الدوري الأمريكي (الإنجليزية)
- أيدان موريس على موقع قاعدة بيانات كرة القدم.إي يو (الإنجليزية)
- أيدان موريس على موقع ناشيونال فوتبول تيمز (الإنجليزية)
- أيدان موريس على موقع Soccerway.com (الإنجليزية)
- أيدان موريس على موقع عالم كرة القدم.نت (الإنجليزية)